# In a New York Minute
In a New York Minute er det tolvte studiealbum fra den danske sangerinde Sanne Salomonsen. Det udkom den 28. oktober 1998 på Virgin. Albummet er indspillet i samarbejde med Chris Minh Doky Quartet, der består af jazz-bassist Chris Minh Doky, pianist Larry Goldings, guitarist Joe Caro og trommeslager Clarence Penn.
I 1997 medvirkede Salomonsen på jazzmusikerne Chris Minh Doky og Niels Lan Dokys album Doky Brothers 2, og året efter på det Niels Lan Doky-producerede album Something Special, hvor en række danske kunstnere fortolker kendte sange i jazz-udgaver. Efter at have turneret med Chris Minh Doky i 1998, opstod idéen om at lave et coveralbum med jazz-popsange. Albummet blev indspillet på blot ti dage i New York City og København. Sanne Salomonsen har karakteriseret albummet som bestående af "soul-ballader og pop-ballader, akkompagneret af jazz-musikere." Ifølge Salomonsen udtrykker albummet den kvindelige side af sangerinden: "Og jeg er kommet frem til, at når jeg får lov til at synge intimt, sensuelt og nøgent, så bliver kvinden i mig meget glad. Hun får det rigtig lækkert, hun er ikke helt så gammel, som jeg er. Jeg har nemlig haft en del år - for mange år siden, før jeg fik min søn - hvor jeg glemte hende lidt. Så jeg halter sådan lidt bagefter på det område, og det er måske derfor, jeg føler mig så stimuleret".
Albummet havde i 2003 solgt mere end 100.000 eksemplarer.

## Spor
| #   | Titel                                 | Sangskriver(e)                           | Original artist             | Længde |
| --- | ------------------------------------- | ---------------------------------------- | --------------------------- | ------ |
| 1.  | "New York Minute"                     | Don Henley, Danny Kortchmar, Jai Winding | Don Henley                  | 6:49   |
| 2.  | "Sometimes It Snows In April"         | Prince                                   | Prince                      | 6:34   |
| 3.  | "Love Me Still"                       | Chaka Khan, Bruce Hornsby                | Chaka Khan                  | 3:35   |
| 4.  | "Little Wing"                         | Jimi Hendrix                             | The Jimi Hendrix Experience | 5:26   |
| 5.  | "A Song for You"                      | Leon Russell                             | Leon Russell                | 4:53   |
| 6.  | "Never Dreamed You'd Leave in Summer" | Stevie Wonder, Syreeta Wright            | Stevie Wonder               | 3:21   |
| 7.  | "I Can't Make You Love Me"            | Mike Reid, Allen Shamblin                | Bonnie Raitt                | 5:56   |
| 8.  | "Still Crazy After All These Years"   | Paul Simon                               | Paul Simon                  | 4:16   |
| 9.  | "In Love We Grow"                     | Dennis Belfield                          | Rufus                       | 5:35   |
| 10. | "Smooth Operator"                     | Sade Adu, Raymond St. John               | Sade                        | 4:22   |

## Medvirkende
| - Sanne Salomonsen – co-producer, vokal - Chris Minh Doky – producer, arrangement, akustisk bas - Larry Goldings – piano, orgel - Joe Caro – akustisk og elektrisk guitar - Clarence Penn – trommer, percussion - Toots Thielemans – mundharmonika (spor 9) - Michael Brecker – tenorsaxofon (spor 6) - Randy Brecker – trumpet (spor 1) - David Sanborn – altsaxofon (spor 5) - Robben Ford – elektrisk guitar (spor 4) - Don Alias – percussion (spor 1, 10) - Henry Hey – synthesizer, piano (spor 3) - Adam Rogers – guitar (spor 3, 7, 9) - Peter Busborg – kor (spor 1) - Kenny Lübcke – kor (spor 1) - Louise Schulman – 1. viola | - Richard Brice – 2. viola - Joshua Gordon – cello - Myron Lutzke – cello - Gil Goldstein – strygerarrangement - Joe Ferla – indspilning, mixer - Greg Calbi – mastering - David Merrill – yderligere teknik - Ted Trewhella – yderligere teknik - Matt Kane – yderligere teknik - Chris Bertolotti – yderligere indspilning - Daniel Leon – yderligere indspilning - Thomas Brekling – yderligere indspilning - Niels Erik Lund – yderligere teknik - Lars Palsig – yderligere teknik - John Reigart – yderligere teknik - Glen Tarachow – yderligere teknik |